# Bradford N. Stevens
Bradford Newcomb Stevens, född 3 januari 1813 i Boscawen i New Hampshire, död 10 november 1885 i Tiskilwa i Illinois, var en amerikansk politiker (demokrat). Han var ledamot av USA:s representanthus 1871–1873.
Stevens efterträdde 1871 Ebon C. Ingersoll som kongressledamot och satt i kongressen i två år.
Stevens är begravd på Mount Bloom Cemetery i Tiskilwa i Illinois.